# Église adventiste du septième jour au Vanuatu
L'Église adventiste du septième jour au Vanuatu est implantée dans ce pays du Pacifique-sud depuis 1917, date à laquelle le premier missionnaire de cette dénomination, le révérend Steward s'installe sur l'îlot Atchin au large de Malekula. Par la suite, l'Église fait venir d'autres missionnaires à Ambrym, Espiritu Santo et Aore, île où elle construit un hôpital et qui devient le centre régional des adventistes. Présente assez tardivement dans l'archipel, elle entre directement en conflit avec les Églises plus anciennes. De fait, c'est surtout parmi leurs fidèles plus que chez les païens qu'elle recrute. Le millénarisme des adventistes trouve un écho chez les Hébridais. De même, les interdits doctrinaires  portant sur la viande, l'alcool, le café et le tabac et qui rappellent aux indigènes leur propre tradition du tabou. Le végétarianisme des adventistes est à l'origine de leur surnom en bichelamar, Man kakaï grass, « ceux qui mangent de l'herbe ». Les Presbytériens sont à tel point inquiets du succès de leurs concurrents, bien dotés financièrement grâce au soutien de l'Église mère aux États-Unis qu'il tentent sans succès de les faire interdire aux Nouvelles-Hébrides. Les adventistes sont ceux qui expurgent le plus totalement la coutume des mœurs Ni-Vanuatu. Le mode de vie traditionnel de leurs adeptes est bouleversé. Ils sont totalement détachés de leur environnement local. Les villages qu'ils construisent sont conçus selon des normes hygiénistes strictes, maisons en dur ordonnées autour d'une pelouse centrale.
Selon le World Factbook de la CIA, 10,8% de la population Ni-Vanuatu est adventiste